# Artūras Leita

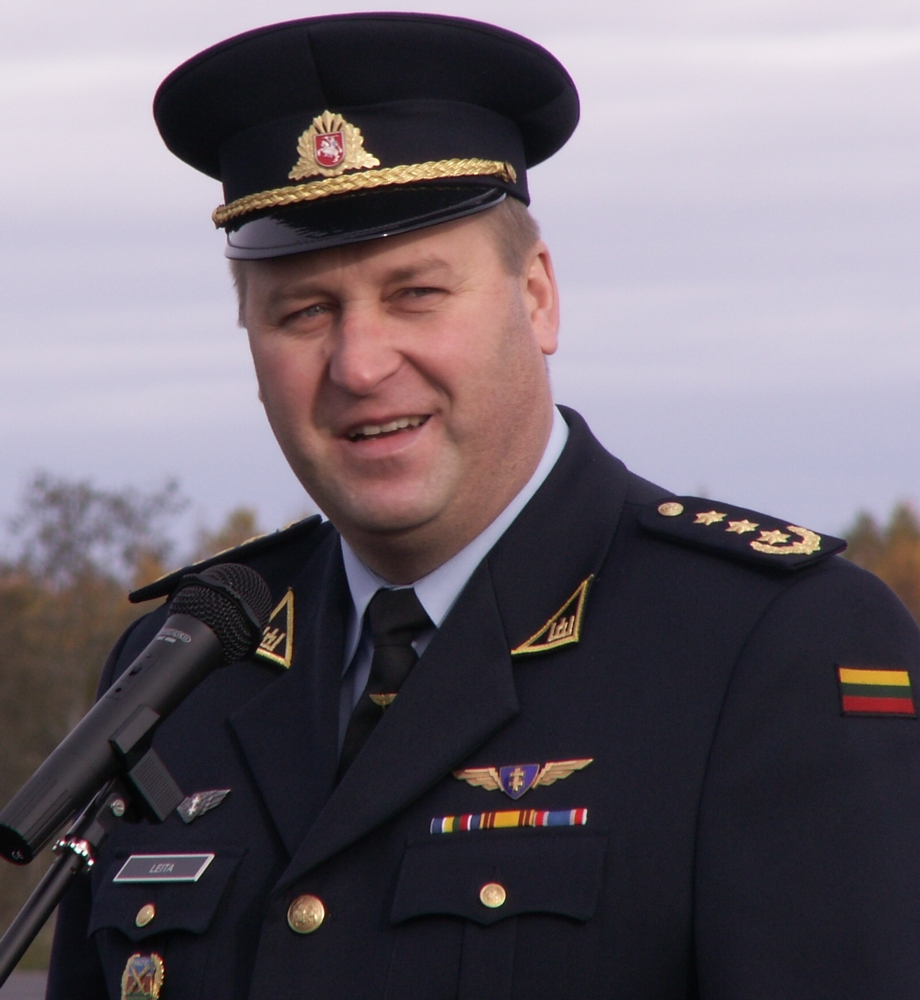
Artūras Leita (2006)

Artūras Leita (* 2. Mai 1969 in Vaivadiškiai, Landkreis Anykščiai) ist ein litauischer Oberst a. D. und ehemaliger Befehlshaber der litauischen Luftstreitkräfte (2006–2011).

## Leben

### Ausbildung
Artūras Leita absolvierte das Abitur an der Mittelschule Kavarskas. Anschließend besuchte er die Hochschule der Luftstreitkräfte in Syzran (Russland) und später das BALTDEFCOL, eine militärische Hochschule in Tartu (Estland).

### Militärische Laufbahn
Im Jahr 1992 wurde Artūras Leita Pilot der litauischen Luftstreitkräfte. Innerhalb von neun Jahren stieg er dort zum Kommandeur des 2.  Luftwaffenstützpunktes auf und wurde 2005 zum Oberstleutnant befördert. Später folgte die Ernennung zum stellvertretenden Befehlshaber der litauischen Luftstreitkräfte und die Beförderung zum Oberst.
Seit dem 20. Januar 2006 war Artūras Leita Befehlshaber der litauischen Luftstreitkräfte. In dieser Position wurde er am 23. November 2007 zum diensttuenden Brigadegeneral ernannt. Im Jahr 2011 wurde er als Chef der Luftwaffe von Edvardas Mažeikis abgelöst, der nach seiner ersten Amtszeit (2000–2004) wieder auf diesen Posten zurückkehrte. Im November 2013 schied Leita aus dem aktiven Militärdienst aus.
Leita hat insgesamt etwa 1.600 Stunden Flugerfahrung. Diese sammelte er bei Einsätzen mit der Antonow An-2 sowie den Hubschraubern Mil Mi-2 und Mil Mi-8.